# Richard Moll
Richard Moll, född 13 januari 1943 i Pasadena, Kalifornien, död 26 oktober 2023 i Big Bear Lake, Kalifornien, var en amerikansk skådespelare. Han är mest känd för sin roll som Bull Shannon i NBCs situationskomedi Rätt i natten mellan 1984 och 1992.

## Personligt liv
Han föddes som Charles Richard Moll i Pasadena, Kalifornien. Modern hette Violet Anita  (Grill som flicknamn), och jobbade som sjuksköterska, fadern Harry Findley Moll, arbetade som advokat. Han var gift med Susan Brown mellan 1993 och 2007 och de har två barn tillsammans. Han är med i Benevolent and Protective Order of Elks. Hans hem Elks lodge ligger i Big Bear Lake, Kalifornien, San Bernardino County.

## Karriär
1981 spelade han mot Jan-Michael Vincent och Kim Basinger i filmen Hard Country. 1982 spelade han trollkarlen Xusia under flera lager smink i The Sword and the Sorcerer. 1981 spelade han den förskräcklige snömannen i kultklassiker Caveman med bland annat Ringo Starr och Dennis Quaid. Senare samma år rakade han huvudet för rollen som Hurok i science fiction-filmen Metalstorm: The Destruction of Jared-Syn, producenterna av Rätt i natten gillade hans nya utseende så mycket att de bad honom att hålla det. Moll har använt rollen som Bull i reklamfilmer för Washington's Lottery.
Moll gjorde ett gästframträdande i pilotavsnittet av Highlander. Där spelade han "Slan", den onde odödlige som sammanför Connor MacLeod (Christopher Lambert) med sin släkting, Duncan MacLeod (Adrian Paul). Han har även varit med och gjort gästframträdanden i TV-serier såsom Babylon 5, The A-Team, Gänget och jag, Doktor Quinn, Våra värsta år m.m.
Man kan höra hans röst i många animerade filmer och tecknade serier, han har bland annat varit med i Batman: The Animated Series och Spider-Man: The Animated Series.

## Filmografi – i urval

### Filmer
- Grottmannen (1981) - Abominable Snowman
- Hard Country (1981) - Top Gun
- Det grymma svärdet (1982) - Xusia
- Titta vi spökar (1986) - Big Ben
- En häxa till styvmorsa (1989) - Nathan Pringle
- Laddat vapen 1 (1993) - Prison Attendant
- Familjen Flinta (1994) – Hoagie
- Terminal Force (1995) - Kyla
- Klappjakten (1996) – Dementor
- Living in fear (1997) – Fritz
- But I'm a Cheerleader (1999) – Larry
- Kalla mig Tomten (2001) - Brooding Santa
- Headless Horseman (2007) - Kolchak Jefferson Stillwall

### TV-serier
- Family Affair (1967) - Lewis (1 avsnitt)
- Rockford tar över (1978) - Ludes (1 avsnitt)
- Familjen Macahan (1979) - Mose (1 avsnitt)
- Gänget och jag (1979) - Eugene (2 avsnitt)
- Mork & Mindy 1981) - Baba Gentle (1 avsnitt)
- Remington Steele (1983) - Hallick (1 avsnitt)
- The A-Team (1984) - Churlisco (2 avsnitt)
- Rätt i natten (1984-1992) - Bull Shannon (185 avsnitt)
- Batman: The Animated Series - (röst som Two-Face) 1992-1995
- Highlander (1993) - Slan Quince (1 avsnitt)
- Uppdrag Chicago (1994) - Zaleb Carney (1 avsnitt)
- Babylon 5 (1995) – Max (1 avsnitt)
- Doktor Quinn – (1994 – 1995) – John (3 avsnitt)
- Baywatch (1995) – Trapper (1 avsnitt)
- Våra värsta år (1996) – Gino (2 avsnitt)
- Sjunde himlen (1996) - Mike 'The Mutant' Mitchell (1 avsnitt)
- Sabrina tonårshäxan (1997) - Sgt. Slater (1 avsnitt)
- 100 Deeds for Eddie McDowd (2000-2002) - Drifter (16 avsnitt)
- Smallville (2002) - Mr. Moore (1 avsnitt)
- Kalla spår (2010) - Chuck 'French' Jaworski '10 (1 avsnitt)